# Esat Sagay

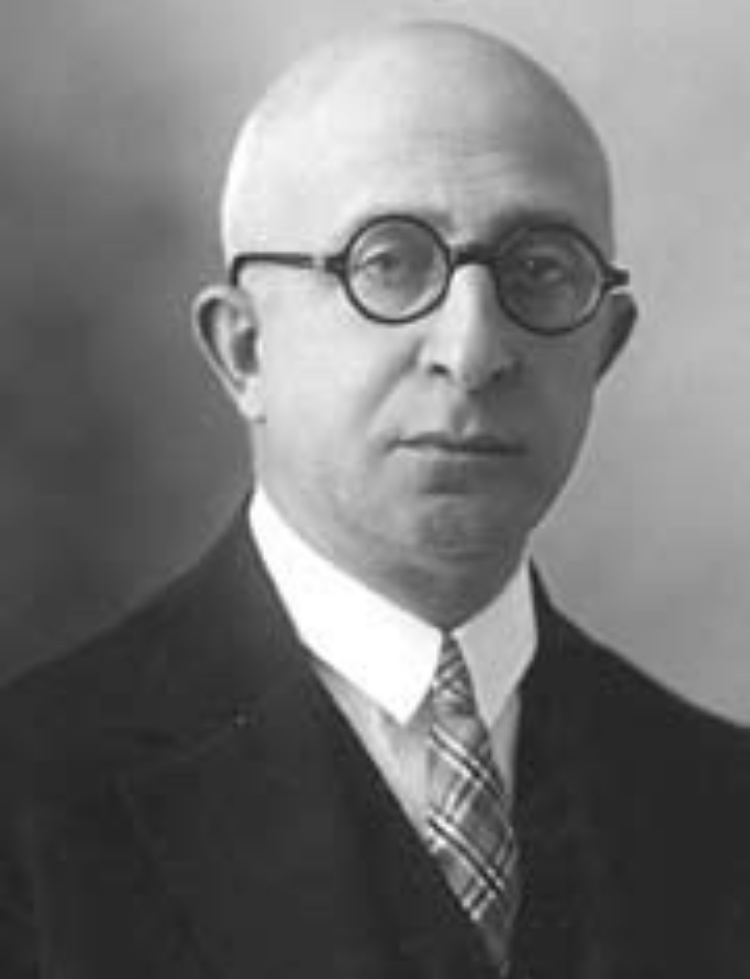
Esat Sagay in den 1930er-Jahren

Mehmet Esat Sagay (* 1874 in Karaferye, heute Veria; † 22. Mai 1938 in Ankara) war ein türkischer Offizier und Politiker. Er war von 1926 bis 1938 Abgeordneter der türkischen Nationalversammlung und von 1930 bis 1932 Bildungsminister seines Landes.

## Leben
Sagay wurde 1874 in Karaferye bei Thessaloniki, das zu jener Zeit zum Osmanischen Reich gehörte, als Sohn von Yusuf Bey geboren. Im Jahr 1894 schloss er die Militärakademie ab und diente dann bis 1898 in Syrien. Nach seiner Rückkehr nach Istanbul wurde er Ausbilder an der Militärakademie. Zu seinen Studenten gehörte auch Mustafa Kemal Atatürk, der spätere Gründer der Republik Türkei. Im Ersten Weltkrieg diente er in der Schlacht von Gallipoli. Im Jahr 1919 wurde Sagay im Rang eines Obersts in den Ruhestand verabschiedet.
Sagay wurde 1927 Mitglied der Cumhuriyet Halk Partisi (CHP) und als Abgeordneter für die Provinz Bursa in die Große Nationalversammlung der Türkei gewählt. In der 6. und 7. Regierung der Türkei war er unter Ismet Inönü ab September 1930 Bildungsminister.
Auch wenn der konservative Sagay als ehemaliger Lehrer Atatürks hohes Ansehen im Kabinett genoss, wurde er von dem Abgeordneten Reşit Galip mehrfach heftig kritisiert. Deshalb zog er sich am 19. September 1932 zurück und Galip übernahm das Amt des Bildungsministers. Esat Sagay blieb aber auch nach der Parlamentswahl 1935 Abgeordneter und starb 1938.
2012 erschien die Autobiografie von Sagay: Hocam - Maarif Vekili Esat Sagay’ın Hatıraları.